# OR51L1
OR51L1 (англ. Olfactory receptor family 51 subfamily L member 1) – білок, який кодується однойменним геном, розташованим у людей на короткому плечі 11-ї хромосоми. Довжина поліпептидного ланцюга білка становить 315 амінокислот, а молекулярна маса — 35 369.
| 10         |  | 20         |  | 30         |  | 40         |  | 50         |
| ---------- |  | ---------- |  | ---------- |  | ---------- |  | ---------- |
| MGDWNNSDAV |  | EPIFILRGFP |  | GLEYVHSWLS |  | ILFCLAYLVA |  | FMGNVTILSV |
| IWIESSLHQP |  | MYYFISILAV |  | NDLGMSLSTL |  | PTMLAVLWLD |  | APEIQASACY |
| AQLFFIHTFT |  | FLESSVLLAM |  | AFDRFVAICH |  | PLHYPTILTN |  | SVIGKIGLAC |
| LLRSLGVVLP |  | TPLLLRHYHY |  | CHGNALSHAF |  | CLHQDVLRLS |  | CTDARTNSIY |
| GLCVVIATLG |  | VDSIFILLSY |  | VLILNTVLDI |  | ASREEQLKAL |  | NTCVSHICVV |
| LIFFVPVIGV |  | SMVHRFGKHL |  | SPIVHILMAD |  | IYLLLPPVLN |  | PIVYSVRTKQ |
| IRLGILHKFV |  | LRRRF      |  |            |  |            |  |            |

A: Аланін

C: Цистеїн

D: Аспарагінова кислота

E: Глутамінова кислота

F: Фенілаланін

G: Гліцин

H: Гістидин

I: Ізолейцин

K: Лізин

L: Лейцин

M: Метіонін

N: Аспарагін

P: Пролін

Q: Глутамін

R: Аргінін

S: Серин

T: Треонін

V: Валін

W: Триптофан

Кодований геном білок за функціями належить до рецепторів, g-білокспряжених рецепторів, білків внутрішньоклітинного сигналінгу. 
Локалізований у клітинній мембрані.